# Монтерокета (Беневенто)
Монтерокета је насеље у Италији у округу Беневенто, региону Кампанија.
Према процени из 2011. у насељу је живело 257 становника. Насеље се налази на надморској висини од 538 м.